# Play (telefilme)
Play é um telefilme alemão de 2019 dirigido por Philip Koch, que também escreveu o roteiro junto com Hamid Baroua. No papel principal estão Emma Bading, Oliver Masucci e Victoria Mayer.

## Enredo
Desde que a família se mudou de Wuppertal para Munique, Jennifer (Emma Bading), de 17 anos, tem se sentido sozinha. A jovem, que também está insatisfeita consigo mesma e com seu corpo, encontra uma saída no jogo de realidade virtual “Avalonia”. Ela também consegue se aproximar de seu grande amor Pierre (Jonas Hämmerle), com quem na verdade ela nunca falaria em sua escola. Pouco a pouco, Jennifer se dedica cada vez mais ao jogo até desequilibrar enormemente a vida de seus pais (Oliver Masucci e Victoria Mayer) e a sua. Uma catástrofe está se aproximando.

## Elenco
- Emma Bading	...	Jennifer Reitwein
- Oliver Masucci	...	Frank Reitwein
- Victoria Mayer	...	Ariane Reitwein
- Jonas Hämmerle	...	Pierre Reisig
- Ulrike C. Tscharre	...	Dr. Nicole Gerber
- Anna Jung	...	Louise
- Genija Rykova	...	Frau Eberlein
- Berit Vander	...	Vicky
- Nadja Sabersky	...	Line
- Shayla Giab	...	Shayla
- Elisabeth Thielemann	... Sra. Rein
- Valentin Thunig	... VR-Gamer Edgar

## Prêmios e indicações
Emmy Internacional 2020
1. Melhor Atriz para Emma Bading (pendente)[4]